# タグボート

タグボートの図解

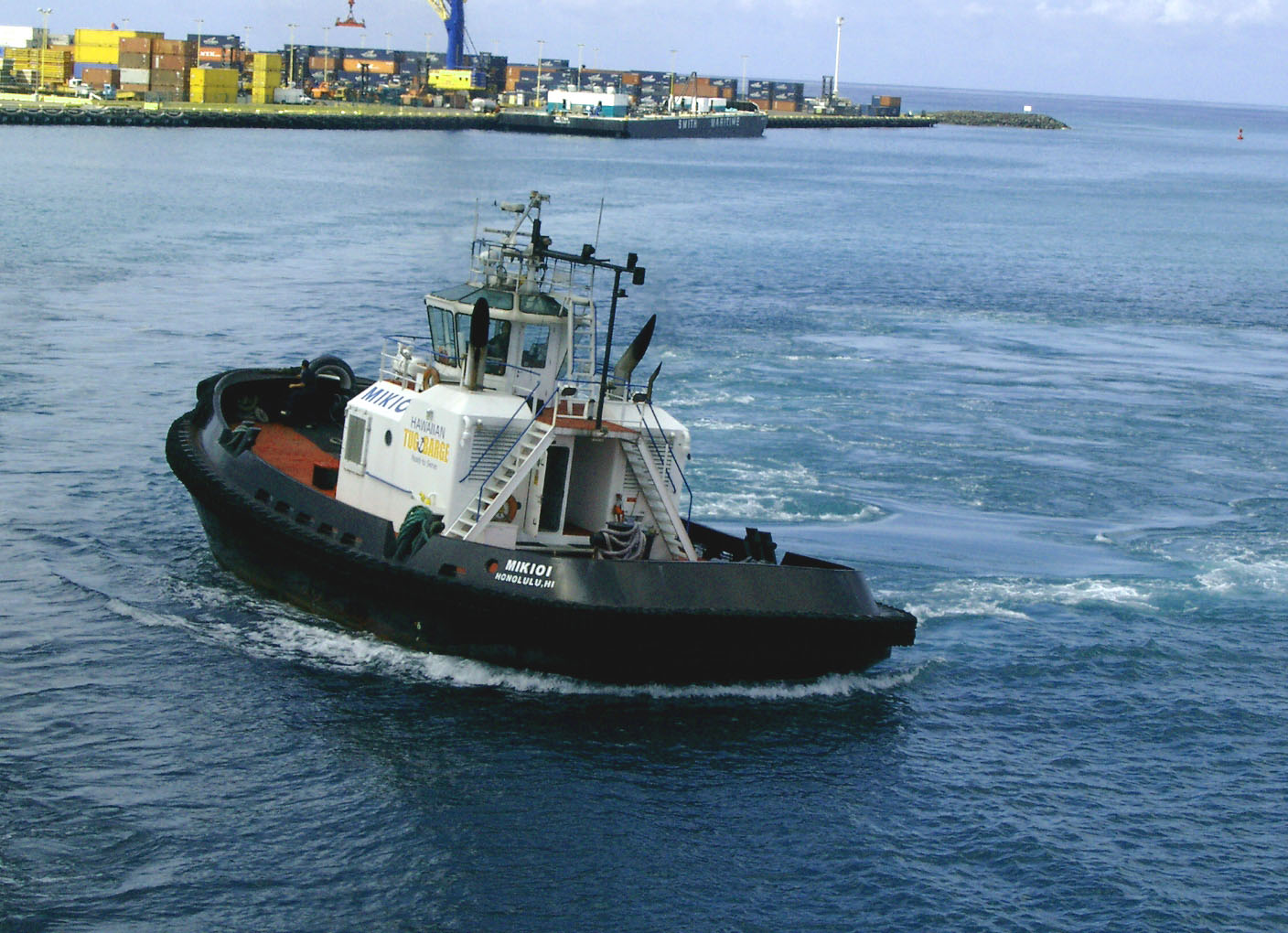
海外のタグボート一例

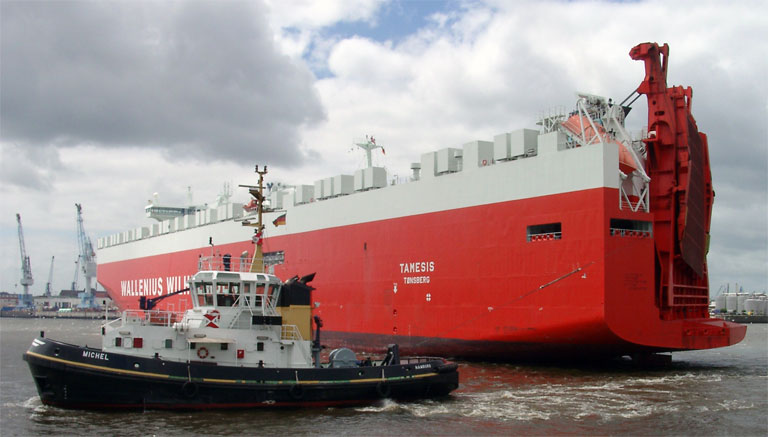
小型のタグボート（手前）

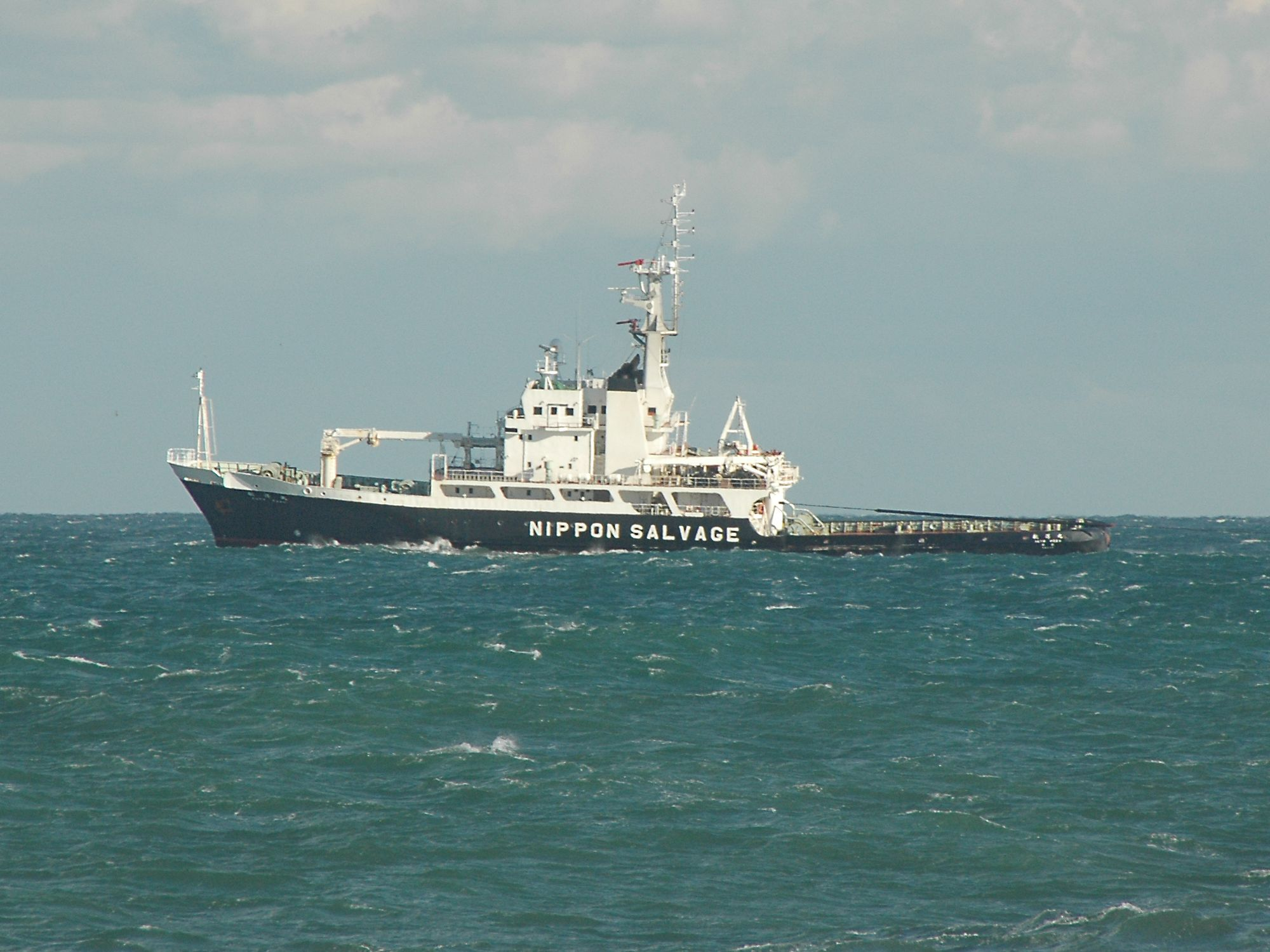
2000トン級のオーシャンタグ・日本サルベージの「航洋丸」

タグボート（英: tugboat）は、船舶や水上構造物を押したり引いたりするための船。引船、曳船（ひきぶね・ひきふね、曳船はえいせんとも）、あるいは押船（おしぶね）と言う。青函連絡船では補助汽船と呼ばれた。

## 概要
サイズは様々あり、港湾で船舶が岸壁・桟橋に着岸・離岸するのを補助したり、河川や運河で艀（はしけ）などを動かしたりするために使われる数十トン級の小型のものから、外洋で救命ボートと同じ用途で海難・水難事故の被害者の救助や、大型プラントを海上輸送するために使われる数千トン級の大型のもの（オーシャンタグ）まで幅広い。
自身の船体を輸送対象に直に接触させて押すこともあるため、船体の外周には防舷物として古タイヤや樹脂などの緩衝材（フェンダー）が設けられている。
作業性を求めて作業デッキは低い位置に設けられている船が多く、小型（平水規格）の物は荒天には強くない。
※タグボートには大小ある。
- オーシャンタグや曳航兼海難救助船と呼称される大型のタグボートはオーシャン（大洋）との名称の通り外海での航行が可能であり、荒天時における海難対応、曳航作業等を実施する。
- 曳船兼防災船や曳船兼科学消防船等と呼称されるタグボートにおいては放水塔（主塔：マスト）及び放水銃や消火剤等を備え、消防船の役割を備える。（日本においては東京湾、伊勢湾、大阪湾、瀬戸内海等臨海部工業地帯のハーバータグボートに多い）
- 小型タグボート、ドック等基地からあまり離れない近場でドック等の入出渠や岸壁の接離岸等支援する。
- 特殊なタグボートとして自衛艦の出入港等支援のために自衛隊が保有しているタグボートがある。
- 厳密にはタグボートではないがタグボートからの派生型の消防船等存在する。

## 動力

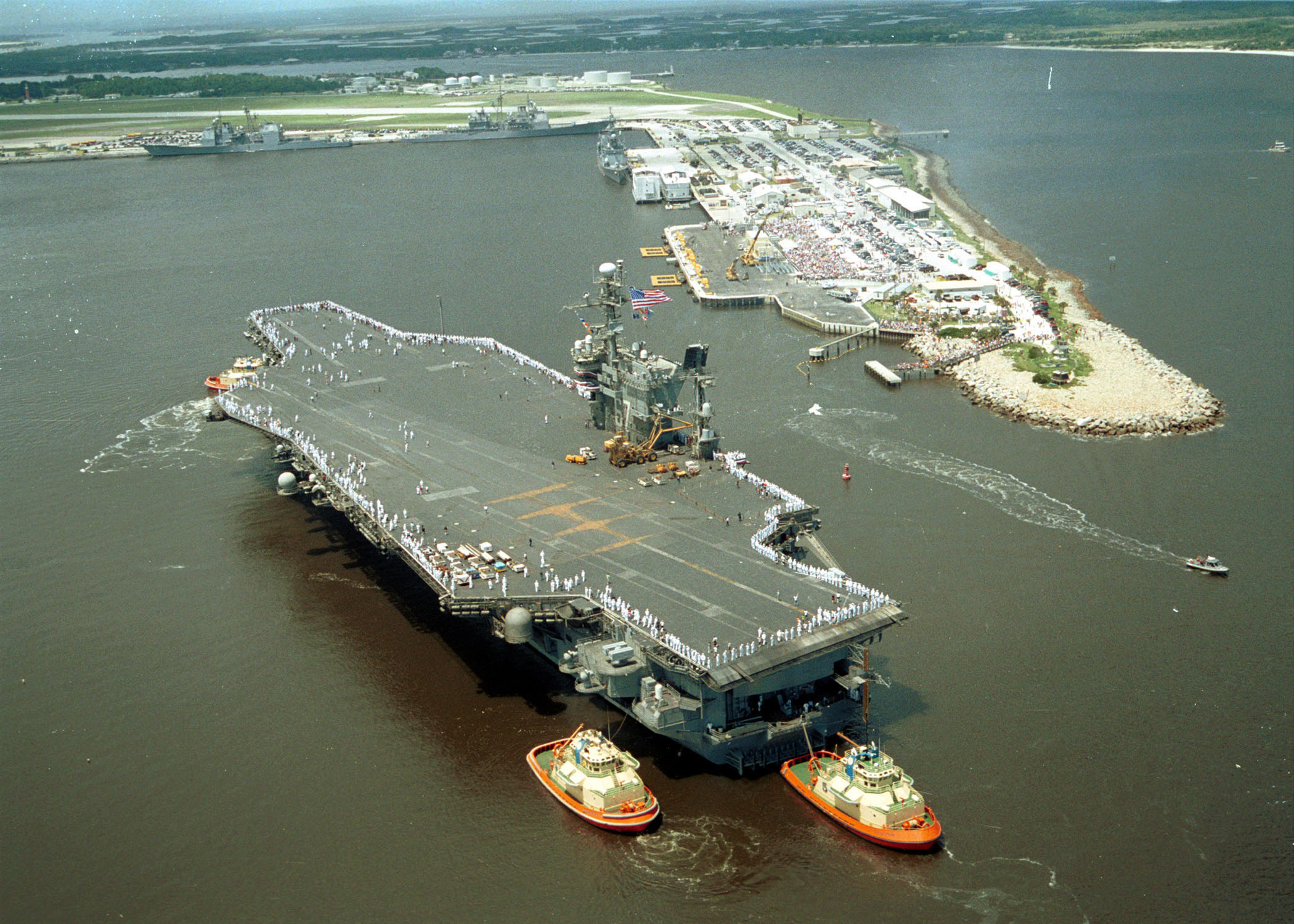
6万トンを超える空母ジョン・F・ケネディの接岸を補助するタグボート

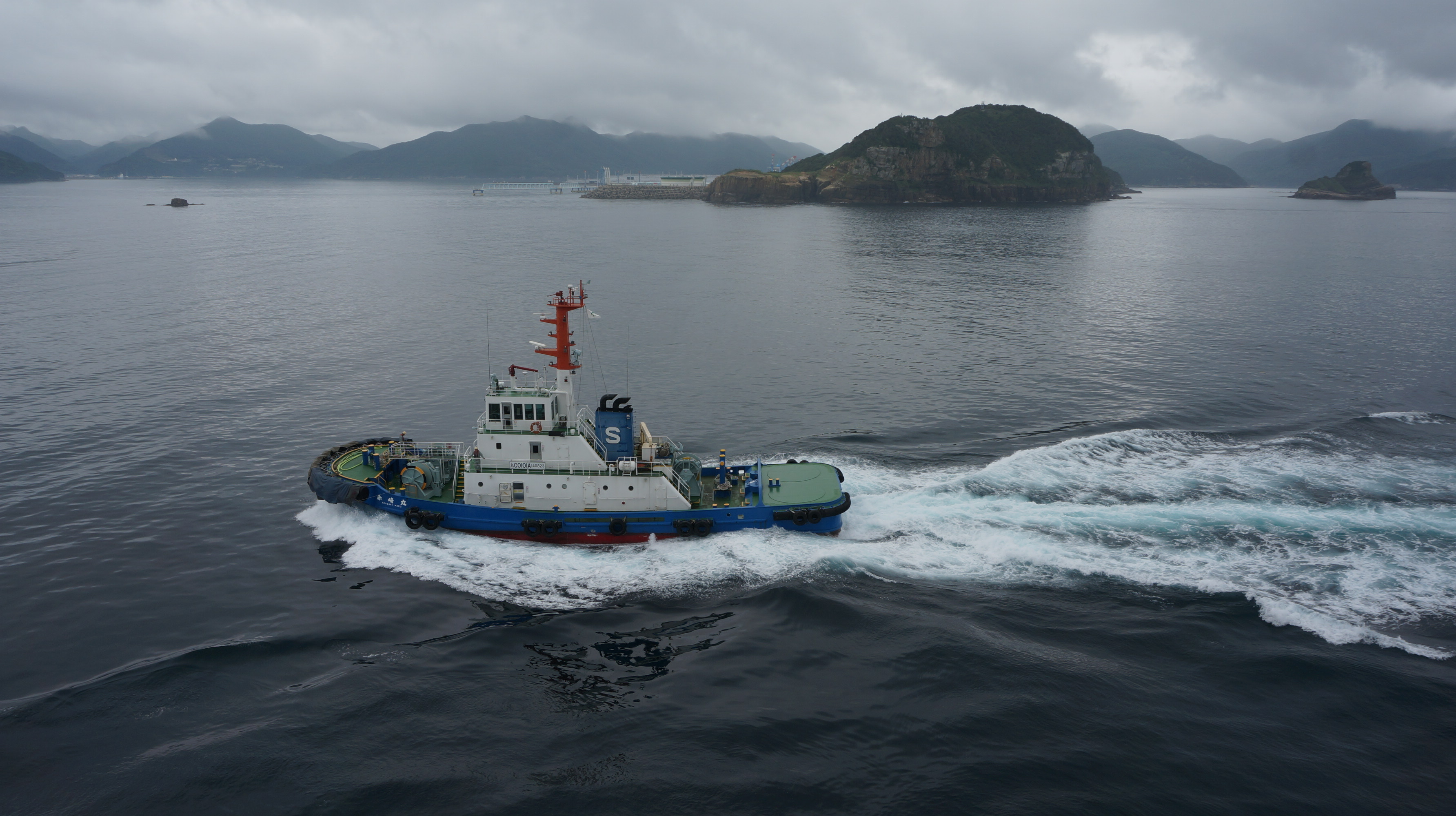
タグボート(長崎県青方港、2015年)

### 主機関
主機関は自身の船体を動かすだけでなく、自身よりはるかに大きく重い他船や構造物をも動かす必要があるため、自身の船体サイズには不相応な強力なエンジンを搭載している（たとえば、2000トン級では10000馬力程度のエンジンを搭載していることが普通である）。ただし、エンジンやスクリューは速度よりもトルクを重視した低速型のセッティングになっており、馬力の割に速度は出ない。
ハーバータグでGT250トン前後・出力4,000馬力前後（主機は2000馬力×2基） / GT200トン・出力3,400馬力前後 等、燃料 (F.O) はA重油の使用が多いが、近年LNG船等が開発されている（補給の問題と建造造船所が限られている為まだ試験運用の域を出ず、普及はしていない。）

### 推進器
推進器は港湾内などで使われるタグボートの場合、小さな船体に旋回性（機動性）や定点保持等が求められるため、一般の船舶と違いプロペラ（スクリュー）には特殊な構造の物が用いられ、舵の機能を持たせたものが多い。
アジマススラスター
プロペラが水平方向に360度回転する。アヒルが水中で脚を動かす状態を連想するためダックペラともいわれる。代表的なものとしてはIHI原動機（旧・新潟鐵工所→新潟原動機）製ゼットペラ (Z-peller)、IHI製ダックペラ (Duckpeller) がある。日本ではZ-pellerが圧倒的なシェアを持っており、その影響で韓国・中国でもこのタイプはZ-pellerを搭載することが多い。
フォイトシュナイダープロペラ (Voith-Schneider Propeller, VSP)
円周上に配置された複数の羽を水平方向に回転させて推進力を得る方式。現在は上記の方式に代替されている。曳波・燃費の問題で現代では搭載されることは稀である。

### 発電機
船の大きさにもよるが、日本における港湾に配置されている港湾内タグ（ハーバータグ）は主発電機2基、停泊用発電機1基の備え付けが多い。

### 消防用機関
曳船兼防災船や曳船兼科学消防船などと呼称される、防災を兼務するタグボートにおいては消防放水用の機関を別途1基、又は主機関を介する主機駆動型の消防放水装置が設けられている。

### 消防等設備
第3種および第4種消防設備を備え、万が一の際の船舶の衝突、炎上、座礁などの海難事故に対して救助活動を実施、また、LNG船着桟中の警戒業務や油濁事故の際には流出油処理剤を散布する等、海上災害防止業務に従事する装備を備える。
放水塔（マスト）上の放水銃は伸縮式の物が多くあり、放水時に伸ばすことにより遠距離の放水が可能である。

## 作業
対象物をある程度長い距離移動させる場合は、タグラインと呼ばれるロープやワイヤーを掛けて牽引・曳航する。大型船舶の接岸を補助する場合などで進行方向に十分な作業スペースを取れない場合や、比較的細かい位置の調整を行う場合などは、防舷物（古い航空機用タイヤなど）を介して自身を対象に直に接触させて押す。
通常は1隻で作業を行うが、対象のサイズや周囲の状況によっては複数のタグボートを使用して、互いに連携しながら作業を行う。
タグボートが必要な船はZ旗を単独で掲揚する。
また、エスコートボート（進路警戒船）として使用されることもある。